# الثلاثية (نجيب محفوظ)
الثلاثية روائع أدبية ألفها الأديب المصري نجيب محفوظ الحائز على جائزة نوبل للأدب. الثلاثية تعتبر أفضل رواية عربية في تاريخ الأدب العربي حسب اتحاد كتاب العرب.
تتكون الثلاثية من القصص الآتية بالترتيب:
بين القصرين (1956)
قصر الشوق (1957)
السكرية (1957)

## مختصر الرواية
الشخصية الرئيسية بالروايات الثلاث هي شخصية السيد أحمد عبد الجواد. والقصص الثلاث تتبع قصة حياة كمال ابن السيد أحمد عبد الجواد من الطفولة إلى المراهقة والشباب ثم الرشد. وأسمائها مأخوذة من أسماء شوارع حقيقية بالقاهرة بحي الجمالية التي شهدت نشأة نجيب محفوظ.

## نقد
عند صدور الثلاثية في منتصف الخمسينات فوجئ محفوظ باهتمام كثير من النقاد بأعماله السابقة حتى ان الناقد المصري لويس عوض كتب مقالا عنوانه «نجيب محفوظ.. أين كنت»، سجل فيه أن الحفاوة بمحفوظ مبررة، ولكنها تدين النقاد الذين تجاهلوه طويلا.
يركز محفوظ في السرد الروائي على النمط الإنساني لا على العقدة كما يعتمد على التحليل النفسي والنقد الاجتماعي بلا ميلودراما. ويصبح التاريخ في سطور الرواية «حيا مشهودا» في الأحداث والطرز السائدة في العمارة والأثاث المنزلي والملابس والموسيقى والغناء والتقاليد والعلاقات الاجتماعية والسياق الاقتصادي.
يكتب ازاء شخوصه جميعا بنوع من الحيادية، ويرسم لكل نموذج إنساني تناقضه الداخلي العميق وأبعاده النفسية والموضوعية المستقلة عن النماذج الأخرى وعن شخصية المؤلف. حسب بعض النقاد لا نجد عند نجيب محفوظ على الشخصية الوحيدة الجانب.
كما يرى بعض النقاد أن هناك قطبين لأزمة المرأة خلال زمن الرواية التي تبدأ أحداثها عام 1917 أحدهما ايجابي يمثله السيد أحمد عبد الجواد والثاني سلبي تمثله زوجته امينة والعلاقة بينهما بين ذات وشيء، علاقة غير متجانسة وغير متكافئة وغير إنسانية قوامها الاستبداد المطلق في طرف والخضوع المطلق في الطرف الآخر.
يعيب الناقد نجيب سرور على «جميع النقاد» عدم انتباههم إلى الكوميديا «الواضحة والبارزة جدا» في ثلاثية محفوظ مبديا دهشته من أن خط الكوميديا «فات كل نقادنا» رغم كون الكوميديا طابع أصيل للمزاج المصري الذي لا تستوقفه الا النكتة الصارخة غير المعتادة.

علق طه حسين سنة 1956 عن الثلاثية قائلا: 

### تأثره
تأثر نجيب محفوظ في ثلاثيته بمدارس غربية ثلاث:
- المدرسة الواقعية الفرنسية متمثلة في أونوريه دي بلزاك وجوستاف فلوبير.
- الطبعانية متمثلة في إميل زولا.
- مدرسة الروائيين الإنجليز الادوارديين مثل جلزورذى وبنيت.

## للمزيد من المطالعة
- رحلة في ثلاثية نجيب محفوظ، نجيب سرور
- الأثر الأيديولوجي في النص الروائي - ثلاثية نجيب محفوظ، زياد العوف

## وصلات خارجية
- ثلاثية نجيب محفوظ، نادي اقرأ